# Karl Albert Lindbergson
Karl Albert Lindbergson, född 4 juli 1907 på Frösön, död 19 december 1992, var en svensk jurist, överdirektör och generaldirektör.
Lindbergson blev juris kandidat vid Stockholms högskola 1932, genomförde tingstjänstgöring 1932-34 och blev amanuens vid Statskontoret 1935. Vid samma ämbetsverk blev han e.o. notarie 1938, revisor 1940, t.f. sekreterare 1941, statskommissarie och byråchef 1946 (t.f. 1942) samt kanslichef vid Statens sakrevision 1955 (t.f. 1954).
År 1958 blev han överdirektör och chef för Sveriges geologiska undersökning (SGU) och var 1965-73 generaldirektör och chef där. År 1973 var han även ordförande i Geologiska Föreningen i Stockholm.
Från 1935 var han gift med Eva Märta Birgit Fjellström.